# 태상황 왕씨
태상황 왕씨(太上皇 王氏, 생몰년 미상)는 오호십육국시대의 단명 정권인 태평국(太平國)의 추존 황제로, 태평국의 초대 황제인 왕시의 부친이다. 이름은 전해지지 않으며 태상황은 생전의 존호이다.
태상황 왕씨의 부친 및 선대는 불명이며, 아들이 태평황제(太平皇帝)를 자칭할 당시에도 생존해 있었기에 왕씨는 태상황으로 존봉되었다. 이후 태평국이 남연군에 토벌당하자 왕시는 붙잡혀 참수당했으나 태상황은 그 전에 도주하였고, 도주 이후의 행적은 전해지지 않는다.

## 가족
- 부친: 왕씨(王氏, 불명)
- 모후: 불명
- 아내: 불명
- 장남: 정동장군 왕씨
- 차남: 태평황제 왕시
- 3남: 정서장군